# شعله (فیلم ۱۹۴۷)
شعله (انگلیسی: The Flame) فیلمی در ژانر درام است که در سال ۱۹۴۷ منتشر شد.

## بازیگران
- بلانش یورکا
- برودریک کرافورد
- چاک رابرتسون
- هتی مک‌دانل
- هنری تراورز
- جف کوری
- جان کرول
- رابرت پیج
- ورا رالستون